# 菅野結以
菅野 結以（かんの ゆい、1987年10月6日 - ）は、日本の女性ファッションモデル、ラジオパーソナリティ。身長163cm、体重45kg。ジャパン・ミュージックエンターテインメント所属。MIYN（ミューン）に業務提携。
14歳の頃、渋谷でスカウトされ雑誌『Hana*chu→〔ハナチュー〕』でデビュー。『Popteen〔ポップティーン〕』誌上での活動を経て、2011年まで『PopSister〔ポップシスター〕』の専属モデルとして活動。以後は『LARME』専属モデルとして活躍し、現在は『PECHE』レギュラーモデルも兼任。2011年よりファッションブランド『Crayme,（クレイミー）』のクリエイティブディレクター、デザイナーとしても活動している。

## 来歴
千葉県船橋市に出生。姉が1人いる。学生時代には全員同じ時間に同じ授業を受け、同じルールの下で生活を送ることにストレスを感じ、不登校を経験。
人生のキーワードに「陶酔・恍惚・解放」、人生のコンセプトの1つに「人生、どれだけ正気を失っていられるか」、人生のテーマに「すきをすべて仕事にする」をあげており、サウナ好きが高じ、2020年1月に熱波師の資格を取得した。サウナは自分の本質に会いに行ける精神と時の部屋のような存在だと語っている。
凍らせたもの全般やかき氷など無類の氷好きで、2021年にはかき氷をプロデュース、ルミネ新宿で発売。
音楽への造詣が深く、2012年から『RADIO DRAGON-NEXT-』（TOKYO FM）にて豊富な知識を活かしパーソナリティを務める。
10代限定フェス「未確認フェスティバル」初年度より審査員を務めるほか、2018年より「FUJI ROCK FESTIVAL」フジロックコンシェルジュに出演。
2023年4月には、ウエディングドレスをプロデュースしたことを発表した。

### モデル
2002年からファッション雑誌『Hana*chu→〔ハナチュー〕』（主婦の友社）に読者モデルとして露出を開始し、その後サロンモデルとして各雑誌に登場。2004年の2月からファッション雑誌『Popteen〔ポップティーン〕』（角川春樹事務所）の専属モデルとなり、これがブレイクのきっかけとなった。
同時期の『Popteen』誌面にあってともに活躍した面々には、小森純、益若つばさ、鈴木奈々などがいた。
2010年5月号をもって『Popteen』誌を卒業。そして益若つばさ、星野加奈、小森純、樋口智子、青木英李、孫暐らとともに、同時期に創刊された同誌の姉妹誌『PopSister〔ポップシスター〕』の専属モデルとなった。8月には自身初の書籍『(C)かんの』を発売。
以後2011年9月の休刊まで『PopSister』誌を中心に活動。その9月には自身初のフォトエッセイにあたる『URAYUI』を発売した。
2012年から『LARME』（徳間書店）看板モデルとして活動。
その後も書籍『美全集』『an at me』『about a girl』『yuitopia』『Halation』を発売。
2020年から『PECHE』（PECHE）レギュラーモデルも務めている。

### ブランド
2011年後半から『Crayme,（クレイミー）』のプロデュースを開始。。このクレイミーは自身のデザインによるブランドで、当初はオンライン展開のみとなっていたものの、2012年の3月から実店舗での商品展開を開始。中国の上海が始点となった。

## 出演

### テレビ
- ヒルナンデス！(複数回出演、日本テレビ)
- 日曜はカラフル!!!(2019年4月19日、TOKYO MX)
- ラストキス〜最後にキスするデート（2016年1月19日、TBSテレビ）

### ラジオ
- RADIO DRAGON 水・木曜レギュラー（TOKYO FM、2012年7月 - 2014年3月）[17]
- JA全農 COUNTDOWN JAPAN （TOKYO FM、2014年8月2日）ホラン千秋夏季休暇の代打[18]
- RADIO DRAGON -NEXT- 毎週金曜日27時～ （TOKYO FM、2014年10月-）[19]
- Hellosmile Lounge 　毎週日曜日23時30分～ （TOKYO FM、2015年7月-）[20]
- LiveFans（@FM、2017年 - 2018年）[21]

### 雑誌
- 『LARME』（専属：2012年9月 -）
- 『PECHE』(専属モデル：2020年12月　-)
- 『PopSister』（専属：2010年4月 - 2011年9月）
- 『Popteen』（専属：2004年 - 2010年）
- 『Hana*chu→』（読者：2002年）

### ショー
- 東京ガールズコレクション：2010年 春／夏 （3月6日）[22]、2011年 春／夏 （3月5日）[23]
- 渋谷ガールズコレクション：2007年 秋／冬 （9月17日）[24]、2009年 春／夏 （3月8日）[25]
- Girls Award：2010年 秋／冬 （9月18日）[26]
- 静岡コレクション：2015年 秋／冬 （9月19日）
- 神戸コレクション：2014年8月30日
- 関西コレクション：2016年9月18日

### 音楽PV
- 『アワイロサクラチル』（Violent is Savanna、2011年2月9日）[27]
- 『つなぐ』（Violent is Savanna、2012年3月7日発売）[28]
- 『RESET』(CHIHIRO、2014年9月)
- 『カゲロウ』(かわいえいじ、2015年6月)※作詞も務める
- 『カレーライス』(金田康平、2014年2月)
- 『The Worm』(PLASTICZOOMS、2020年10月28日)

### イベント
- 『SEA RIZE ROCK 09×nadesicollection09 』（2009年12月13日）[29]
- 『Docomo Girls Style ファッション＆トークショー』（2010年3月13日 - 14日）[30]
- 『2010 again FASHION SHOW』（2010年3月28日）[31]
- 『渋谷スタイルコレクション × JAPANATION @ コ・フェスタIN上海』（2010年6月18日）[32]
- 『未確認フェスティバル』（2015年8月30日、特別審査員）[33]

### その他
- 講談社 ミスiD選考委員
- Disney「Ultimate Princess Celebration / Maison de FLEUR Collection」エルサ コラボアイテム(2021年11月27日-)
- Maison de FLEURコラボコレクション(2016年7月、2021年8月28日-)
- Swankissコラボアイテム
- LIZLISAコラボアイテム
- moca tokyoコラボアイテム
- michi nailコラボアイテム
- イメージ：『LIZ LISA』[34]
- テレビCM：『パルティ』（ヘアカラー）- ギャル道 篇（ダリヤ、2008年／2009年／2010年）[35]
- ウェブサイト：『Pocky Chocot Link』（江崎グリコ）[36]
- ウェブサイト：『ローリエプレス』（エキサイト）[37]

| No. | 掲載日         | タイトル                                                                          |
| --- | -------------- | --------------------------------------------------------------------------------- |
| 1   | 2016年10月6日  | モデル菅野結以が"禁じ手をすべて詰め込んだ"女子必見のスタイルブックが遂に完成♡     |
| 2   | 2016年10月13日 | 菅野結以さんプロデュース”Crayme,”展示会に潜入 こだわりぬいたファーコートに大注目♡ |
| 3   | 2016年12月22日 | 菅野結以流コンプレックスとの向きあい方 人気モデルの努力の裏側とは                 |
| 4   | 2018年8月14日  | 期間限定開催中 20周年を記念した #アナスイミュージアム に急げ！♡                   |
| 5   | 2019年2月7日   | 乾燥からお肌を守って♡ 結以ちゃん流かわいい肌の作り方【2019年冬編】                |

## 発売作品

### 書籍
- 菅野結以(C)かんの（2010年8月27日、スクウェア・エニックス）ISBN 978-4757529861
- URAYUI（2011年9月16日、スクウェア・エニックス）ISBN 978-4757533851
- YUI KANNO STYLE BOOK an at me（2012年5月19日、扶桑社）ISBN 978-4594066116[38]
- 菅野結以 美全集(2013年8月13日、学研)
- 菅野結以ブランドブック about a girl(2014年6月15日、扶桑社)
- yuitopia（2016年10月6日、徳間書店）[39]
- Halation(2017年11月6日、ワニブックス)